# Wirtschaft der Türkei
Die Wirtschaft in der Türkei erbrachte kaufkraftbedingt 2020 die vierzehntgrößte Wirtschaftsleistung der Welt, hat jedoch eines der weltweit höchsten Leistungsbilanzdefizite (auch in Relation zum Bruttoinlandsprodukt). Istanbul gilt als der größte Markt und Umschlagplatz der Türkei. Das Wirtschaftsleben der Stadt wird dominiert von Börse, Großhandel, Verkehrs-, Bank-, Presse- und Verlagswesen. Es gibt mehrere Basare sowie moderne Geschäftsstraßen im westlichen Stil. Die handwerklichen und industriellen Betriebe produzieren vor allem Textilien und Nahrungsmittel. Auch der Bau von Automobilen, Bussen, Traktoren und Dieselmotoren ist ein bedeutender Wirtschaftszweig.
Seit 2017 häufen sich aufgrund der hohen Inflation, der hohen Auslandsverschuldung des Landes sowie des im internationalen Vergleich unterdurchschnittlichen Bildungs- bzw. Ausbildungsniveaus der türkischen Arbeitnehmer und Arbeitnehmerinnen gravierende Krisensymptome: Mehrere Ratingagenturen stuften die Bonität türkischer Staatsanleihen herab Standard & Poors bewertet die Türkei mit BB- / B - (zwei Stufen unter Investment Grade). Die Herabstufung spiegle ihre Ansicht wider, dass das Risiko einer harten Landung der türkischen Überhitzung und kreditfinanzierten Wirtschaft bestehe. Dies zeige sich ihres Erachtens in den zunehmenden Ungleichgewichten in der türkischen Wirtschaft, insbesondere in dem sich verschärfenden schuldenfinanzierten Leistungsbilanzdefizit und der hohen Inflation. Fitch stufte die Türkei am 13. Juli 2018 von BB+ auf BB herab. Die Entscheidung fiel nach einer harten Woche für türkische Anleihenaktien und die Lira nach der Entscheidung von Präsident Erdoğan, seinen Schwiegersohn Berat Albayrak als Finanzminister einzusetzen. Die Inflation betrug im März 2019 19,71 %. Zudem erreichte der Wechselkurs der Lira seit 2017 zu US-Dollar und Euro vielfach den tiefsten Stand in seiner Geschichte. Des Weiteren liegt die Arbeitslosigkeit bei rund 15 %, die Jugendarbeitslosigkeit bei 26,7 % (Stand: April 2019).
Im Global Competitiveness Index, der die Wettbewerbsfähigkeit eines Landes misst, belegt die Türkei Platz 61 von 141 Ländern (Stand 2019). Im Index für wirtschaftliche Freiheit belegte die Türkei für 2020 Platz 71 von 180 Ländern.

## Geschichte

### Industrialisierung im Osmanischen Reich

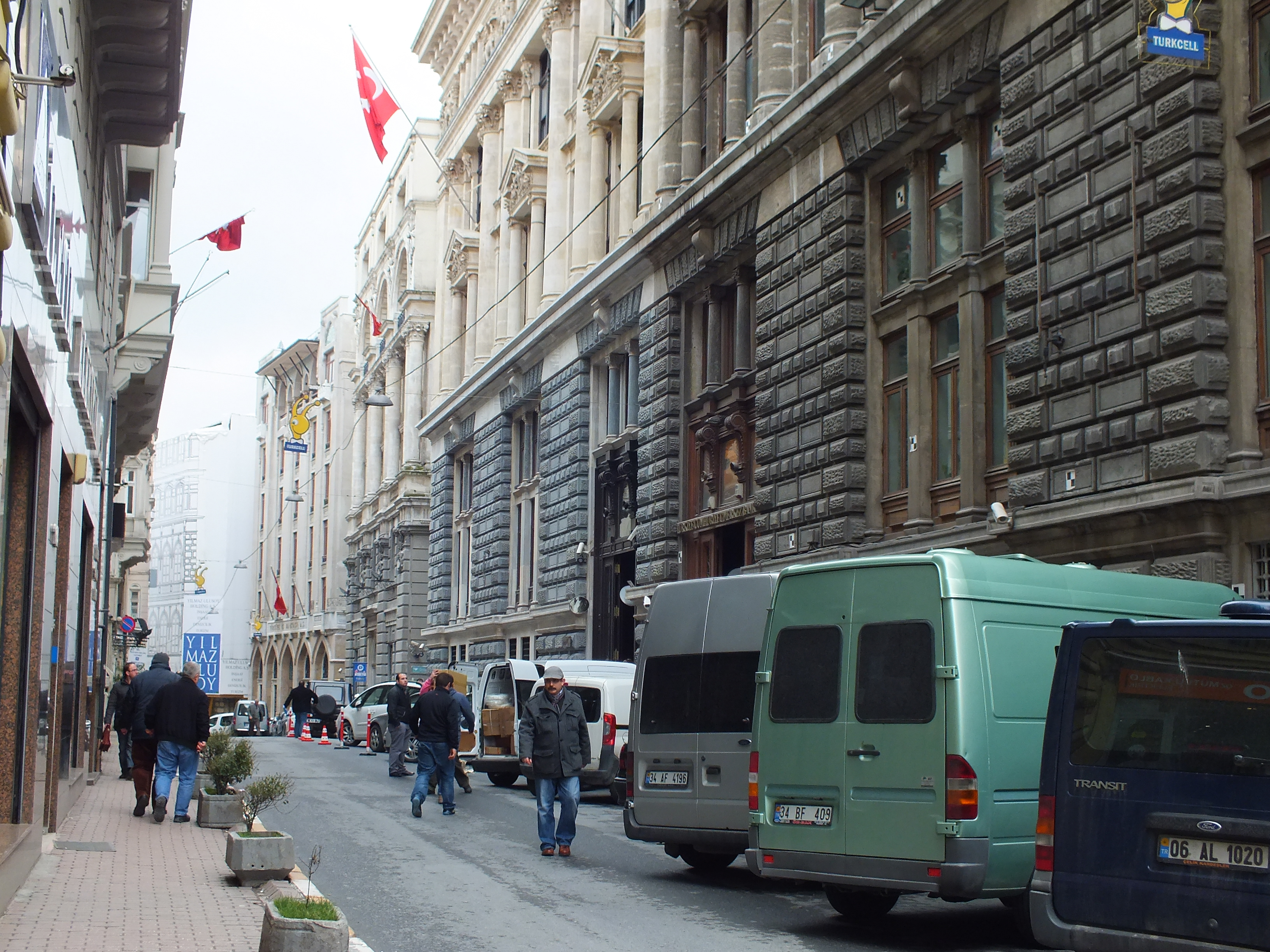
Bankalar Caddesi war Istanbuls Finanzzentrum während der Osmanischen Zeit.

Die industrielle Revolution, die im 19. Jahrhundert in Europa stattfand, erreichte das Osmanische Reich aus mehreren Gründen kaum. Zum einen fehlte es an Kapital und Infrastruktur, jedoch auch an unternehmerischer Mentalität der Bevölkerung. Der Unternehmer war in der Gesellschaft des osmanischen Reiches nicht so hoch angesehen wie eine Laufbahn als Offizier oder Beamter. Eine wirtschaftliche Betätigung außerhalb des Handwerks, der Landwirtschaft und als Großgrundbesitzer fand nicht statt.
Das Handwerk geriet im 19. Jahrhundert in immer größere Schwierigkeiten, da es nicht mit den industriell produzierten Waren konkurrieren konnte. Die europäischen Mächte hatten nämlich durch Verhandlungen (Kapitulationen) eine weitestgehende Zollfreiheit für Manufakturprodukte erzwungen und „überschwemmten“ den Markt mit billiger Massenware. Finanzielle Abhängigkeiten, wirtschaftliche Schwäche und kostspieligen Kriege führten das Osmanische Reich in immer größere Abhängigkeit von Europa. 1875 erklärte das Reich aufgrund der Zinsbelastung infolge der hohen Verschuldung den Staatsbankrott. Das Reich musste seine Finanzhoheit an die Gläubigerländer abtreten, um zahlungsfähig zu bleiben. Die finanzielle und wirtschaftliche Souveränität wurde erst nach der Republikgründung wieder erlangt.
Es existierten nur wenige industrielle Betriebe im Reich. Die meisten waren in Istanbul, İzmit, Eskişehir, Bursa, Manisa und Izmir angesiedelt und befanden sich zumeist in staatlicher Hand. Die wenigen privaten Unternehmen waren hauptsächlich im Besitz von Minderheiten wie Armeniern, Griechen und Juden. Die Landwirtschaft und das Handwerk bildeten so das Rückgrat der osmanischen Wirtschaft.

### Staatliche Planung in der Türkischen Republik
Das Erbe der osmanischen Vergangenheit lastete schwer auf der neu gegründeten Republik. Das Handwerk, die Kreditwirtschaft und der Außenhandel litten an dem Verlust des Know-hows der Armenier und der sozialen Tätigkeit der Griechen. Mit dem Weggang der Mehrzahl dieser vormals wirtschaftlich dominierenden Minderheiten im Verlauf des Völkermords an den Armeniern und der Vertreibung der Griechen ging nicht nur Kapital verloren, sondern auch weiche Faktoren wie kaufmännische Erfahrung und internationale Handelsbeziehungen. Nachdem viele nichtmuslimische Armenier und Griechen getötet worden waren oder geflohen waren, wurden ihre Besitztümer enteignet. Diese Aneignung und Plünderung von Eigentum, Vermögen sowie Ländereien formte die wirtschaftliche Grundlage der Türkischen Republik und füllte die türkische Wirtschaft wieder mit Kapital.
Die Landwirtschaft fiel als Finanzquelle für Investitionen aus, weil sie ineffizient organisiert war. Das Land gehörte größtenteils Großgrundbesitzern, die ihr Land an Kleinbauern verpachteten oder durch sie bewirtschaften ließen. Es fehlte der Anreiz, die Erträge zu steigern. Auch waren die Rahmenbedingungen für einen wirtschaftlichen Aufschwung nicht vorhanden. Es fehlte an einem modernen Wirtschaftsrecht, Verwaltung, Steuersystem und einer ausgebildeten Bevölkerung (1927 waren 90 % der 44 Mio. Türken Analphabeten).
Die Regierung unter Mustafa Kemal setzte in ihrer Entwicklungspolitik ab 1923 auf die Industrie und vernachlässigte die Landwirtschaft. Um die private Wirtschaft anzuregen, investierte der Staat in den Folgejahren in die Infrastruktur, vor allem in das Eisenbahnnetz (Gründung der TCDD 1927). Ansonsten betrieb sie eine liberale Wirtschaftspolitik. Die private Wirtschaft kam aber in den frühen Jahren der Republik aufgrund der schlechten Rahmenbedingungen nicht im gewünschten Rahmen in Gang, obwohl die türkische Wirtschaft zwischen 1923 und 1930 durchschnittlich um 11 % wuchs. Für ausländische Investoren war die Türkei aufgrund des kleinen Marktes nicht interessant genug. 1927 waren in der Türkei schätzungsweise nur 27.000 Menschen in der Industrie beschäftigt.
Nach dem Ende der Wirtschaftskrise der 1930er Jahre ging die Türkei dazu über, die Industrialisierung durch staatliche Investitionen und Firmengründungen zu forcieren. Der Etatismus wurde zu einem der sechs kemalistischen Prinzipien erhoben. Hierzu wurden „Fünfjahrespläne“ aufgestellt und in Branchen wie z. B. Textil, Zement, Keramik, Banken investiert. Zur Schaffung des Investitionsvolumens nahm die Türkei einen Kredit von der Sowjetunion auf. Die Politik verfolgte nun eine Strategie der Importsubstitution. Dennoch waren 1953 gerade einmal 26.000 in privaten und 86.000 Arbeiter in staatlichen Industrieunternehmen beschäftigt.

### Import-Substitution nach dem Zweiten Weltkrieg
Die Phase zwischen 1945 und 1980 kann als eine binnenorientierte Import-Substitutions-Wirtschaftspolitik bezeichnet werden. Die inländischen Unternehmer wurden durch Schutzzölle vor der ausländischen Konkurrenz geschützt. Weil die staatliche Bürokratie gleichzeitig die Exporte hemmte, fehlten in der Folge notwendige Devisen, um die für die weitere Industrialisierung notwendigen Investitionsgüter und Vorprodukte zu importieren. Der Großteil der staatlichen Wirtschaftsunternehmen war ineffizient organisiert. Die Staatsbetriebe wurden von der Politik für politische und soziale Ziele instrumentalisiert. Zum einen mussten sie ihre Waren zu politisch motivierten Festpreisen verkaufen, zum anderen wurden sie als Auffangbecken für Arbeitslose genutzt und stellten daher Personal über ihren Bedarf ein. Um die hochgesteckten Ziele der Fünfjahrespläne zu erfüllen, musste der Staat mehr investieren, als er einnahm. Das Haushaltsdefizit stieg und mit ihm die Schulden, bis die Inflation zweistellige Werte erreichte (erst 2004 wurden wieder einstellige Inflationszahlen erreicht).
Die neue DP-Regierung unter Menderes nahm ab 1950 die Landwirtschaft in den Mittelpunkt der Entwicklung auf. Mit Subventionen und Garantiepreisen wurde die Landwirtschaft unterstützt. Die populistischen Maßnahmen führten zu einem hohen Staatsdefizit, durch die Mechanisierung wurden außerdem mehr als eine Million Landarbeiter arbeitslos; ab Mitte der 1950er Jahre begann damit eine massive ungeplante Landflucht und Verstädterung.
Die steigende Abhängigkeit durch die Auslandsverschuldung führte in den 1950er, 1960er und 1970er Jahren zu drei Finanz- und Wirtschaftskrisen, die soziale und politische Krisen nach sich zogen und in Militärputschen endeten. Vor allem in den 1960er Jahren wanderten viele Türken als Gastarbeiter vor allem nach Mittel- und Westeuropa aus. Dadurch sank der Druck auf den Arbeitsmarkt, der durch ein starkes Bevölkerungswachstum hervorgerufen wurde. Die Geldüberweisungen der „Auslandstürken“ waren in den folgenden Jahrzehnten eine der wichtigsten Devisenquellen der Türkei. Trotz der beschriebenen Schwierigkeiten war das durchschnittliche wirtschaftliche Wachstum der Türkei recht hoch. In den 1950er Jahren betrug es 6,7 %, in den 1960er Jahren 5,6 % und in den 1970er Jahren 4,1 %. Die Wachstumsraten reichten allerdings nicht aus, die Lücke zu den Industrienationen zu schließen.

### Liberalismus nach dem Militärputsch 1980
Ab 1982 vollzog sich eine wirtschaftspolitische Wende in der Türkei hin zu einer Liberalisierung. Dieser Wandel fand unter Turgut Özal (Ministerpräsident von 1983 bis 1989) statt und kann als exportorientierte Industrialisierung bezeichnet werden. Unter Özal wurde die Geld-, Finanz-, Außenhandels- und Devisenpolitik radikal verändert. Um die türkische Wirtschaft konkurrenzfähiger zu machen, wurden Importverbote und -beschränkungen abgebaut und der Export gefördert. Damit ging ein weiterer Abbau der Bürokratie einher (z. B. Erleichterung ausländischer Investitionen). Während dieser Zeit stieg der Anteil der privaten Wirtschaft stark an, auch wegen der zunehmenden Privatisierung von ehemals staatlichen Unternehmen. Das durchschnittliche Wirtschaftswachstum in den 1980er Jahren betrug 4,8 %. Industrie und Dienstleistungen verdrängten die Landwirtschaft als größten Wirtschaftssektor: 1980 trug der Industriesektor 14 % zum BIP bei, 1988 dagegen 32,4 %. Die türkischen Exporte stiegen von 2,9 Mrd. im Jahr 1980 auf 14,7 Mrd. 1992. Allerdings verteilte sich das Wachstum ungleichmäßig innerhalb der Regionen der Türkei (West und Ost) und zwischen den Bevölkerungsschichten. Diese Entwicklung verstärkte sich mit den Auseinandersetzungen im Südosten ab 1984 (Siehe: Kurdenkonflikt in der Türkei).
Durch die zunehmende Senkung der Importbarrieren stieg der Konkurrenzdruck auf die türkischen Betriebe. Den Höhepunkt dieser Entwicklung bildete 1996 der Beitritt zur europäischen Zollunion. Das befürchtete Zusammenbrechen der türkischen Wirtschaft trat jedoch nicht ein. Aber auch die erhoffte Zunahme der ausländischen Investitionen blieb aus. In den 1990er Jahren wuchs die türkische Wirtschaft mit einer durchschnittlichen Wachstumsrate von über 5 %, und das, obwohl es immer wieder zu schweren Wirtschaftskrisen (1994, 1999 und 2001) kam.
Die letzte Krise im Jahre 2001 wurde durch ein steigendes Leistungs- und Handelsbilanzdefizit, verbunden mit einem maroden Bankensystem und einer Staatskrise ausgelöst. Aufgrund dieser Probleme kam es zu Spekulationen und Kapitalflucht, was die türkische Zentralbank dazu zwang, die türkische Lira freizugeben. Durch den starken Wertverlust der Lira (innerhalb weniger Stunden 40 %) stiegen die ausländischen Schulden (in Lira gerechnet) in unbezahlbare Höhen, woraufhin viele Unternehmen in Konkurs gingen und die Arbeitslosigkeit stark anstieg. 21 Banken meldeten Insolvenz an. Die Einlagen wurden vom türkischen Staat gesichert. Resultat war eine der schwersten Rezessionen der türkischen Geschichte (die türkische Wirtschaftsleistung schrumpfte um über 8 %). Um einen Staatsbankrott abzuwenden, gewährte der IWF der Türkei im Zeitraum von 2002 bis 2004 einen Kredit in Höhe von insgesamt 31 Mrd. US-$. Aufgrund der strikten Austeritätspolitik der Regierungen seit 2001 und der Auflagen des IWF hat die Türkei die schwere Finanzkrise von 2001 überwunden. Die damalige Reform des Banken- und Finanzsektors brachte für die Türkei in der Weltwirtschaftskrise ab 2008 eine stabile Ausgangslage. Kein türkisches Kreditinstitut ist bisher wirtschaftlich angeschlagen.

### Seit dem Jahr 2000

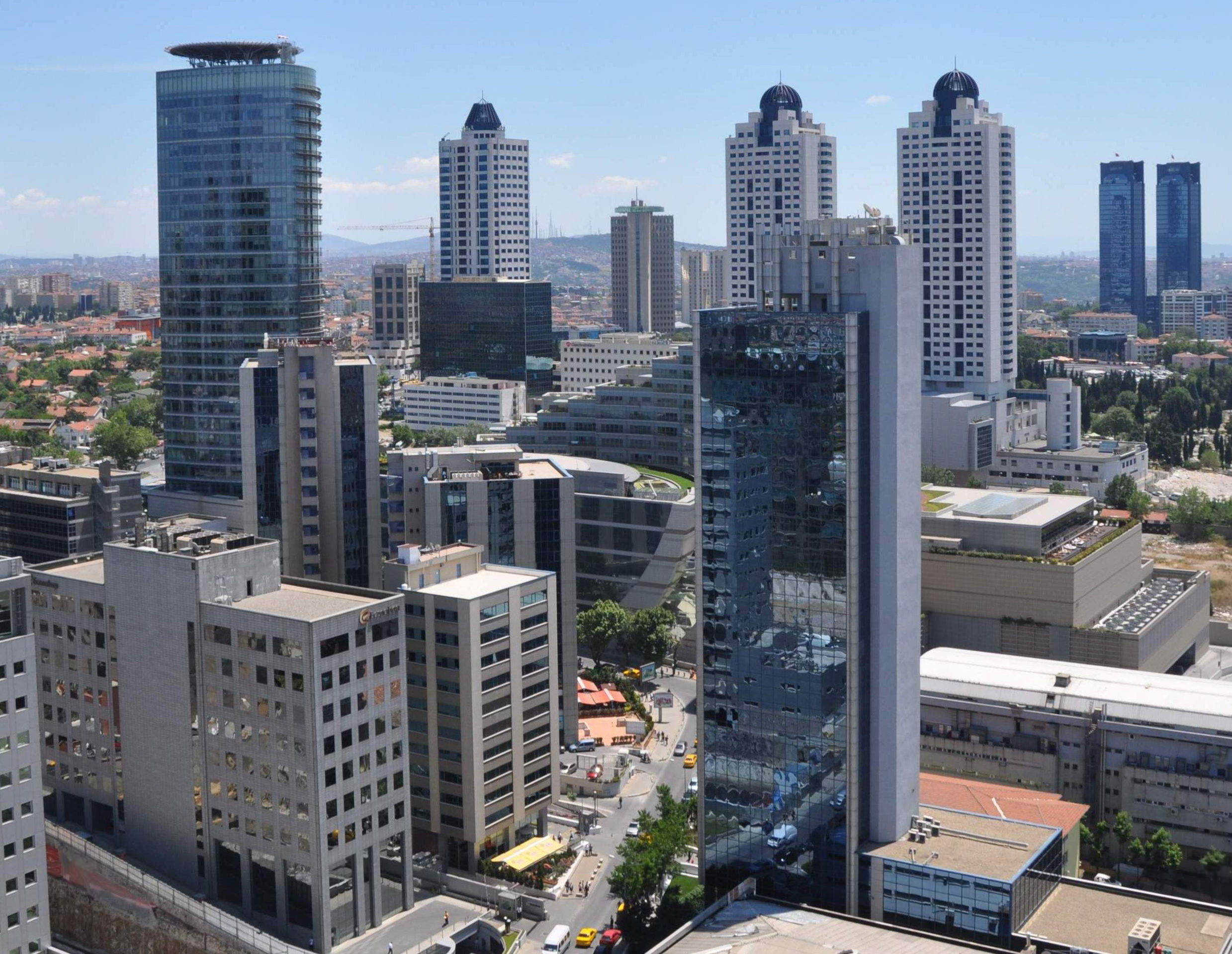
Levent Business District, eines der wichtigsten Finanzzentren Istanbuls.

Zwischen 2002 und 2005 wuchs die Wirtschaft jährlich mit einer durchschnittlichen Wachstumsrate von ca. 7,2 %. Der Export konnte sich in demselben Zeitraum mehr als verdoppeln.
Die Inflation wurde 2005 mit 7,7 Prozent angegeben (in den Jahrzehnten davor erreichte sie teilweise dreistellige Werte).
2004 betrug das Haushaltsdefizit 7 %. 2005 wurden Staatsunternehmen privatisiert.

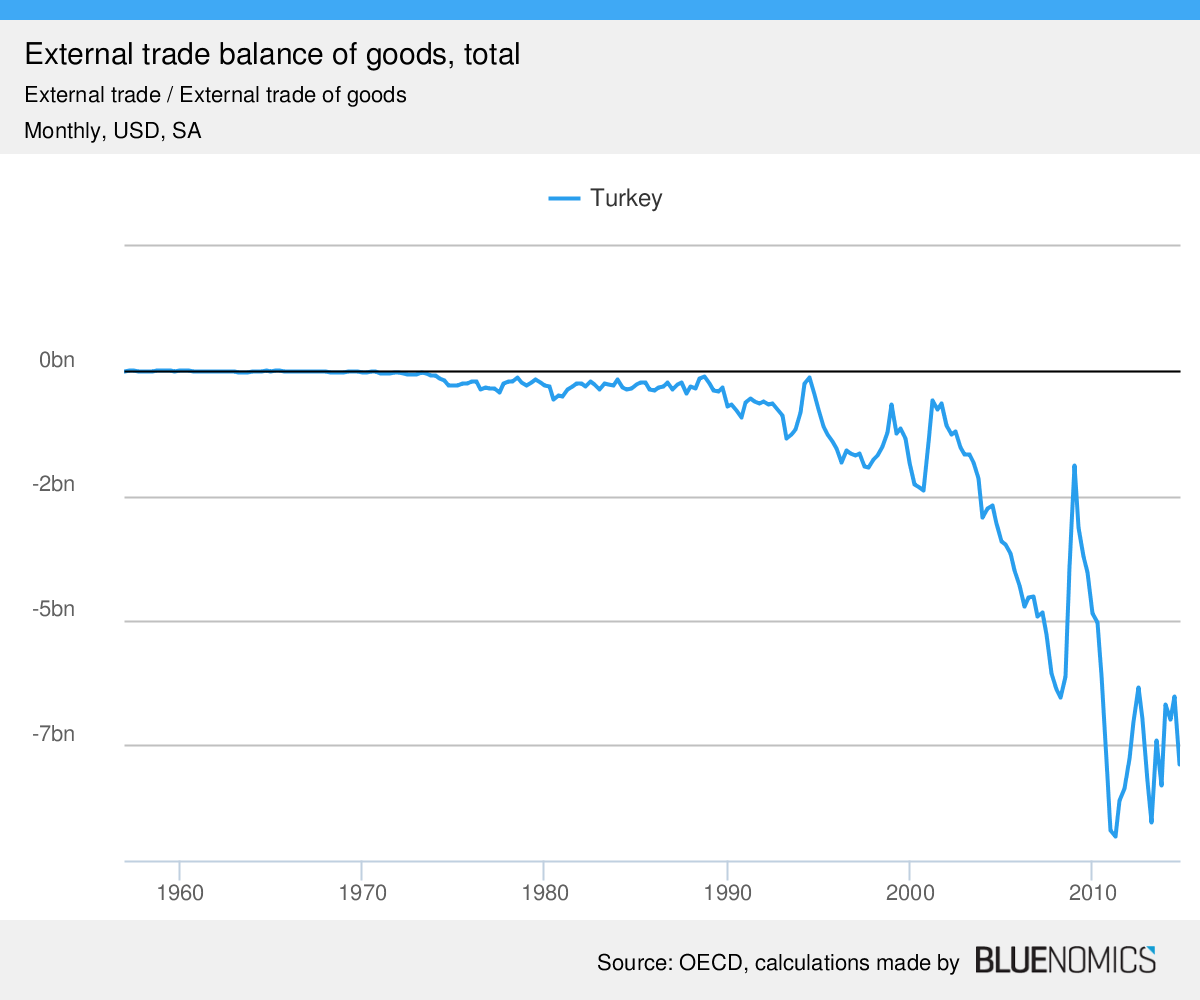
Entwicklung der Handelsbilanz der Türkei

Vom Wirtschaftswachstum (2002: 7,9 % 2003: 5,9 % 2004: 9,9 % 2005: 7,6 %) profitierte nur ein Teil der Bevölkerung.
Die Wirtschaftsstruktur der Türkei hat sich seit den 1990er Jahren stark gewandelt. Der dominante Agrarsektor verlor an Bedeutung, insbesondere was die Zahl der Beschäftigten angeht. Dominant wurde der Dienstleistungssektor, der derzeit ca. 60 % des BIP aufbringt. Auf die Industrie entfallen 30 % und auf die Landwirtschaft nur noch etwa 10 % des BIP.
2014 wurde die Hochgeschwindigkeitsstrecke Ankara–Istanbul eröffnet.

## Aktuelle Situation
Die Ratingagentur Moody’s stufte im Frühjahr 2017 die Bonität der Türkei von „stabil“ auf „negativ“ herab. Im Jahresbericht, der im November desselben Jahres veröffentlicht wurde, bezeichnete man die politischen Risiken und die hohe Verletzlichkeit durch äußere Einflüsse als große Schwächen des Landes bzw. seiner Wirtschaft. Moody’s stufte die Türkei 2018 weiter auf das Rating „Ba2“ (im Ramschpapierbereich) herab. Der Wechselkurs der Türkischen Lira (YTL) erreichte am 21. November zu Dollar und Euro zeitweise den tiefsten Stand in seiner (YTL-)Geschichte, mit 4,67 Lira für einen Euro und 3,97 Lira für einen US-Dollar. Dies bedeutete zwischen Ende Oktober und Ende November 2017 einen Wertverfall von acht Prozent.
November 2017 betrug die Inflation der Türkei 12,98 %, was dem höchsten Wert seit 2003 entspricht. Zudem hat sich die Rendite für türkische Staatsanleihen mit einer Laufzeit von zehn Jahren auf 12,74 % erhöht (zuvor zwölf Prozent). Recep Tayyip Erdoğan kritisierte die leichte Zinserhöhung der Zentralbank und sprach von einer „Zinslobby“, die sich auf Kosten der Türkei bereichere. Im Zuge dessen forderte er – entgegen der (übereinstimmenden) Meinung der Volkswirtschaftslehre – niedrigere Zinsen gegen Inflation. Im 3. Quartal 2017 wuchs die Wirtschaft um über 11 Prozent.
Seit Frühjahr 2018 hat sich in der Türkei eine Währungs- und Schuldenkrise entwickelt. Diese ist charakterisiert durch hohe Inflation auf Grund übermäßigen Wachstumes der Geldmenge, als Konsequenz einen beschleunigten Verfall des Wertes der türkischen Lira, Abzug ausländischen Kapitals und stark ansteigende Kreditkosten sowie entsprechend wachsende Zahlungsausfälle und schließlich eine Kontraktion der Volkswirtschaft. Die Krise wurde durch exzessive Leistungsbilanz-Defizite ermöglicht und verursacht durch wachsenden Autoritarismus von Präsident Recep Tayyip Erdoğan sowie dessen unorthodoxe Ideen zur Zinspolitik der Zentralbank, welche die Geldmenge übermäßig anwachsen ließ.

## Struktur

### Industrie
Dominiert wird der private Industriesektor durch Industriellenfamilien wie Sabancı und Koç.
Textilindustrie war 2004 der wichtigste Industriesektor der Türkei und die größte Exportbranche. 2004 exportierte die türkische Textilindustrie Waren im Wert von ca. 20 Mrd. $ (2003 waren es noch 15 Mrd. $). Die Türkei war der sechstgrößte Baumwollhersteller der Welt.
Die Textilindustrie konzentrierte sich überwiegend um die Städte Istanbul und Bursa. Insgesamt beschäftigte sie circa 4 Millionen Menschen. Im Jahr 2006 geriet die türkische Textilindustrie in eine Krise und musste mehrere 100.000 Menschen entlassen, weil sie mit den Billiglöhnen in Ostasien nicht konkurrieren konnte.
Daneben haben die Automobilindustrie und die Elektronikbranche eine gewisse Bedeutung. 2004 wurden in der Türkei 862.000 Autos produziert, von denen 519.000 exportiert wurden. 2007 stieg die Produktion auf 1,1 Mio. Zentren der Automobilindustrie sind die Städte Bursa und Adana.
2004 betrugen die Exporte auf 10,7 Milliarden und 2005 13,7 Milliarden Dollar. In der Türkei werden viele Busse produziert. Die Hauptexportziele sind Europa und die Golfregion. Toyota, MAN, Daimler AG, Ford, Fiat und Renault haben (Stand 2005) Produktionsstandorte in der Türkei. Dazu kommen die türkischen Automobilhersteller wie Tofaş, Karsan, Temsa, BMC. Etwa 500.000 Menschen arbeiten in dieser Branche. Gründe für das Interesse ausländischer Automobilkonzerne an der Türkei sind niedrige Löhne bei hoher Qualität, Marktwachstum und die geostrategische Lage.
2005 wurde ein Drittel aller in Europa verkauften Fernseher in der Türkei produziert.
Im Jahr 2012 betrug das Produktionsvolumen der türkischen Elektroindustrie 12,5 Milliarden Dollar nach 9,5 Milliarden 2009, Waren im Wert von 16,1 Milliarden Dollar wurden importiert (2009: 12,2) und im Wert von 6,8 Milliarden exportiert (2009: 4,9). Unternehmen wie die Robert Bosch GmbH und Sony hatten 2004 Produktionsstandorte in der Türkei und fertigten Haushaltsgeräte.
Die Nahrungsmittelindustrie konzentriert sich auf Westanatolien.

### Landwirtschaft
Etwa ein Drittel der Fläche wird landwirtschaftlich genutzt. Die Türkei gilt als Weltmarktführer beim Anbau von Haselnüssen. Wichtig sind zudem Baumwolle, Tabak und Oliven. Seit 1980 gewinnt der Weinbau wieder an Bedeutung.
Das gigantische Südostanatolien-Projekt soll die landwirtschaftliche Nutzung eines Gebietes der Größe der Benelux-Länder ermöglichen.

### Tourismus
| Anzahl der internationalen Touristen |            |
| Jahr                                 | Anzahl     |
| 1963                                 | 198.000    |
| 1970                                 | 724.000    |
| 1975                                 | 1.540.000  |
| 1980                                 | 1.288.000  |
| 1985                                 | 2.614.000  |
| 1990                                 | 5.389.000  |
| 1995                                 | 7.726.000  |
| 2000                                 | 10.412.000 |
| 2005                                 | 21.124.000 |
| 2010                                 | 28.630.000 |
| 2015                                 | 36.240.000 |
| 2019                                 | 45.060.000 |
| 2023                                 | 56.690.000 |

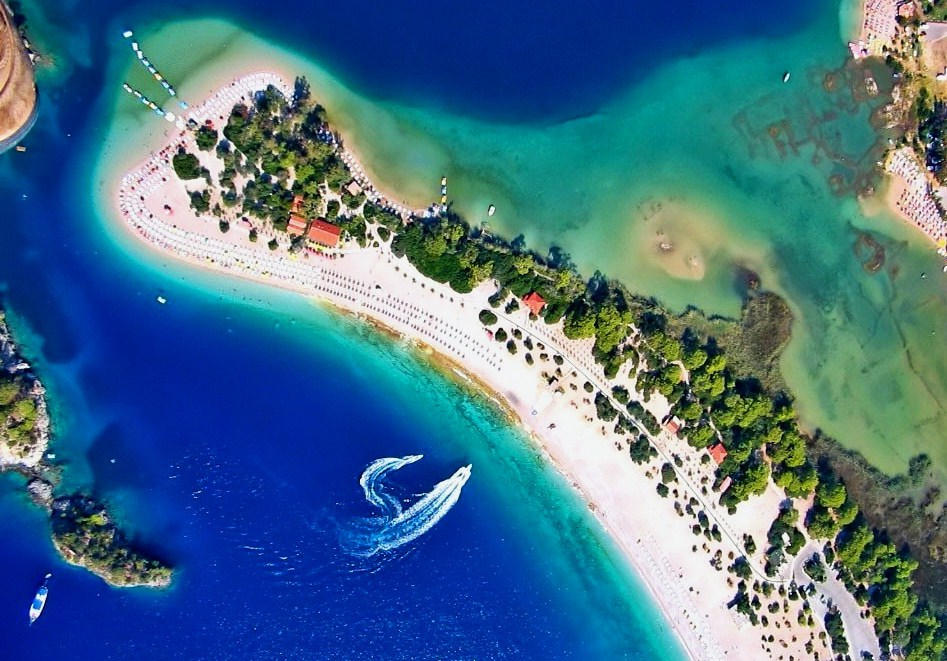
Die Türkei ist die weltweit sechstgrößte Tourismusdestination. Bild: Ölüdeniz

Der Tourismus ist ein wichtiger Wirtschaftssektor der Türkei und gilt als eine ihrer größten Devisenquellen. Touristische Zentren sind die südliche Ägäis-Küste und die „türkische Riviera“ zwischen Antalya und Kap Anamur. 2008 erzielte die Türkei mit dem Tourismus Einnahmen von ca. 21 Milliarden Dollar und 2018 26,2 Milliarden Dollar. Durchschnittlich gaben die ausländischen Touristen 800 $ pro Kopf aus.
Der türkische Tourismus steuerte im Jahr 2015 noch 13 Prozent zum Bruttoinlandprodukt bei. In den ersten neun Monaten des Jahres 2016 ging die Zahl der ausländischen Touristen um ein Drittel zurück. Viele Hotelbetreiber mussten unter dem Eindruck von Terroranschlägen und dem autokratischen Gebaren von Präsident Erdogan seit dem Putschversuch vom Juli 2016 Konkurs anmelden. Die Deviseneinnahmen aus dem Tourismus gingen von 24,9 Milliarden US-Dollar (Januar bis September 2015) auf 17,3 Milliarden Dollar (Januar bis September 2016) zurück. Das halbstaatliche Unternehmen Turkish Airlines (THY), mit 60 Millionen Fluggästen die zehntgrößte Fluggesellschaft der Welt, verbuchte im 1. Halbjahr 2016 einen Verlust von 647 Millionen Dollar.
2017 stieg die Zahl ausländischer Urlauber im Vergleich zu 2016 wieder an.
2018 erreichte die Zahl der ausländischen Touristen mit 39,5 Mio. Urlaubern einen neuen Rekordstand.
Im Jahr 2019 wurde der Rekord vom Vorjahr erneut gebrochen, mit über 45 Mio. ausländischen Urlaubern (2000 waren es noch etwa 10,4 Mio.). Die größte nationale Gruppe unter den Türkei-Touristen stellten mit ca. 7 Millionen Russen, gefolgt von Deutschen (5 Mio.), Bulgaren (2,7 Mio.) und Briten (2,5 Mio.).
Aufgrund der COVID-19-Pandemie ein Jahr später ging die Zahl der Touristen deutlich zurück (etwa 12,7 Mio. Urlauber). Ein Jahr später stiegen die Touristenzahlen mit über 29 Mio. wieder stark an.
Im Jahr 2023 wurde der Rekord erneut gebrochen, mit knapp 56,7 Mio. ausländischen Urlaubern.

### Finanzwirtschaft

#### Bankwesen
2001 deckten Wirtschaftsprüfer Ungereimtheiten bei vielen Privatbanken auf. Dieser Wirtschaftsskandal war damals eine der Ursachen für die schwere Wirtschaftskrise. Daraufhin wurden viele Banken unter staatliche Kontrolle gebracht und nach der Sanierung privatisiert. Die größten Banken des Landes sind die staatliche Ziraat Bank und die privaten Banken Türkiye İş Bankası und Akbank.

#### Kapitalmarkt
Das Land führt eine Wertpapierbörse mit der Bezeichnung Borsa Istanbul und dem zugehörigen Leitindex der Volkswirtschaft, dem ISE 100.

#### Staatsfonds
Die Regierung verfügt über einen Staatsfonds, der die Staatsunternehmen bündelt und primär im eigenen Land investiert. Er ist als Türkiye Varlık Fonu bekannt.

### Bergbau
In der Türkei werden Chrom, Steinkohle, Braunkohle, Eisen und in geringeren Mengen Blei, Zink, Gold, Kupfer und Silber gefördert. 2004 wurden Produkte im Wert von ca. 1,08 Milliarden $ exportiert. Mit den neuen Bergbaugesetzen und privaten Abbaugebieten rechnet die Regierung 2006 mit einem Exportvolumen von 2 Milliarden US-$. Die Türkei ist in Besitz der weltgrößten Reserven von Bor.

### Energie

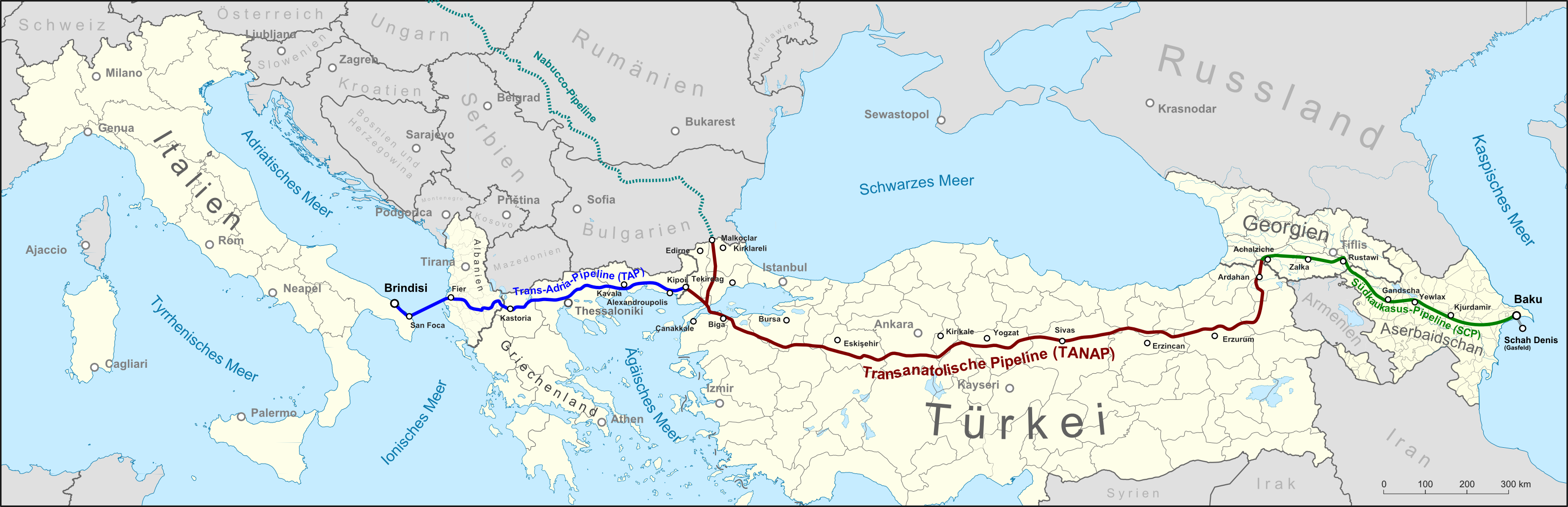
Türkei als Erdgas-Transitland: Transanatolische Pipeline (TANAP)

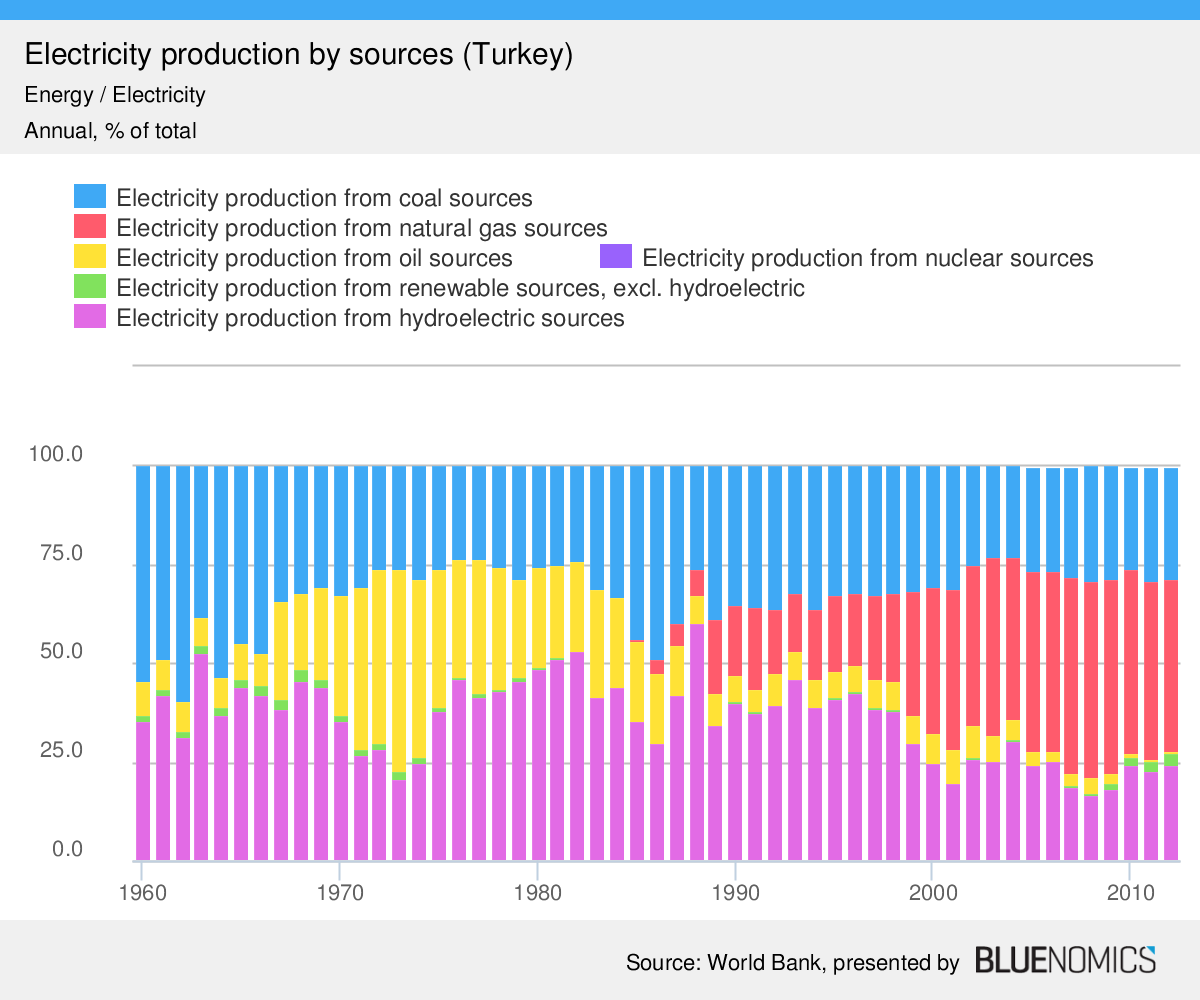
Struktur der Stromproduktion in der Türkei

Den Großteil der Energie bezieht die Türkei über Importe von Gas und Öl. Der Anteil der Stromproduktion aus Erdgas ist seit 1990 massiv angestiegen und stellte 2012 mehr als 40 % dar. Hauptlieferanten sind der Iran und Russland. Seit Februar 2003 wird über die Gaspipeline Blauer Strom Erdgas aus Russland in die Türkei geliefert. Es gibt Pläne, diese Pipeline bis zu den südeuropäischen Staaten zu verlängern. Ungefähr 20 % der Energieproduktion wird durch Wasserkraftwerke produziert. Der größte Staudamm ist der seit 1992 in Betrieb befindliche Atatürk-Staudamm, der Teil des Südostanatolien-Projekts ist. Dabei soll durch den Verbund aus 17 Wasserkraftwerken eine Energiemenge von bis zu 27 Mrd. kWh jährlich geliefert werden können. Diese Projekte sollen dem Osten helfen, sich besser zu entwickeln.
Ein weiterer beachtlicher Teil der in der Türkei erzeugten Energie wird mit der heimischen Steinkohle erzeugt.
Von Aserbaidschan führt die Baku-Tiflis-Ceyhan-Pipeline zum türkischen Mittelmeerhafen Ceyhan.
Die Türkei plant den Bau von drei Kernkraftwerken. Das erste Atomkraftwerk in Akkuyu (Mittelmeerprovinz Mersin) mit einer geplanten Kapazität von 4800 MW (4 × 1200 MW) wird von der russischen Gesellschaft Rosatom errichtet und soll 20 Mrd. US-$ kosten. Dem Vernehmen nach verlaufen die vorbereitenden Arbeiten nach vorgegebenem Zeitplan. Referenzprojekt ist das russische Kernkraftwerk AES-2006. Die Anlage in Akkuyu soll nach Fertigstellung jährlich 35 Mrd. kWh Strom produzieren. Die Elektrizitätserzeugung im ersten Reaktor wird nach derzeitigem Zeitplan Mitte 2020 beginnen. Die gesamte Betriebsdauer wird mit 60 Jahren angegeben.
Das zweite Atomkraftwerk vom Typ Atmea-I der dritten Generation soll in Sinop am Schwarzen Meer durch die französische Firma Areva und das japanische Unternehmen Mitsubishi Heavy Industries errichtet werden. Geplant ist eine Kapazität von 4400 MW (4 × 1100 MW). Mit den Bauarbeiten will das Konsortium 2017 beginnen. Für das dritte Kernkraftwerk wurde noch kein Standort festgelegt.

## Strukturelle Probleme
Der Großraum Istanbul erreicht beispielsweise 41 % des durchschnittlichen Einkommens der 15 „alten“ EU-Staaten, der Osten hingegen nur 7 %.
Zudem gibt es innerhalb der türkischen Volkswirtschaft erhebliche strukturelle Probleme. So trägt die Landwirtschaft zum BSP lediglich 11,9 % bei, beschäftigt aber 30,6 % der Arbeitskräfte.
Die Industrie trägt 29,6 % zum BSP bei und der Dienstleistungssektor 58,5 %. In der Industrie arbeiten 19,3 % aller Erwerbstätigen und in der Dienstleistung 44,5 %.
Die Zahl der sozialversicherungspflichtigen Erwerbstätigen stieg August 2005 gegenüber dem Vorjahr von 44,6 % auf 48,9 %.
Die Türkei litt jahrzehntelang unter chronischer Inflation, die Mitte der 2000er Jahre eingedämmt werden konnte. Die Inflation erreichte zeitweise dreistellige, beinahe hyperinflationäre Zahlen (1994/1995 betrug sie 150 %), 2003 sank sie auf 18,4 %, die Schätzung für 2007 ist 7,3 %. Am 1. Januar 2005 wurde die alte „Türkische Lira“ durch die „Neue Türkische Lira“ (Yeni Türk Lirası) ersetzt. Damit verlor die Türkische Lira 6 Nullen. Außerdem wurde die Untereinheit der Lira, der Kuruş, wieder eingeführt. Der Kuruş war Mitte der 1980er Jahre abgeschafft worden, weil aufgrund der hohen Inflation die Lira stark an Wert verloren hatte. Auf den Vorderseiten der neuen 20-, 50- und 100-Lira-Scheine ist wie bis dahin der türkische Staatsgründer Atatürk zu sehen. Bis Ende 2005 waren beide Währungen gültig. Seit 2016 ist die Inflation wieder stark angestiegen.
Ein großes volkswirtschaftliche Problem ist ein sehr hohes Leistungsbilanzdefizit. Im Jahr 2011 hatte die Türkei mit −8 % das größte Leistungsbilanzdefizit (in Relation zum BIP) aller Staaten. Im Januar 2012 war das Leistungsbilanzdefizit sogar zweistellig (−10 %) und das höchste aller G-20 Staaten. Verursacht wird das hohe Leistungsbilanzdefizit dadurch, dass die Konsumausgaben in der Türkei in den vergangenen sieben Jahren (Stand 2012) um 5 % stärker gewachsen ist als das BIP. Finanziert wird dies durch eine hohe Kreditvergabe.
Seit 2013 kommt es zu einem verstärkten Kapitalabzug ausländischer Investoren.
Durch die daraus folgende Abwertung der türkischen Lira fällt es auch vielen der teils hoch verschuldeten Unternehmen immer schwerer, Fremdwährungskredite zu bedienen.

## Außenhandel
Die Türkei hat mit 8 % des BIP (2013) eines der größten Leistungsbilanzdefizite der Welt. Einer positiven Dienstleistungsbilanz steht eine negative Handelsbilanz gegenüber.
Außenwirtschaftlich sucht die Türkei eine engere Anbindung an die EU und zugleich eine stärkere Einflussnahme auf die Turkstaaten (u. a. Kasachstan, Usbekistan, Kirgisistan, Turkmenistan, Aserbaidschan). Seit 1996 existiert eine Zollunion mit der EU. Daher gilt für die Türkei das europäische Wirtschaftsrecht. Mit 58 % des Gesamtexportaufkommens sind die EU-Länder die wichtigsten Exportländer. 2007 war Deutschland mit 13 % der Importe und 14 % der Exporte größter Handelspartner der Türkei.
46 % der gesamten Importe stammten 2003 aus der EU, dies waren im ersten Halbjahr 2003 11 Milliarden US-Dollar. Auch zur Erschließung der Absatzmärkte in den früheren GUS-Staaten spielen die Niederlassungen der europäischen Konzerne eine bedeutende Rolle. Deutschland ist mit über 13 % (11,9 Mrd. US-$) der Importe und ca. 17 % (9,4 Mrd. US-$) der Exporte der größte Handelspartner der Türkei. Weitere wichtige Handelspartner sind die USA (Exporte 3,7 und Importe 3,4 Mrd. US-$), Großbritannien (Exporte 7,5 und Importe 3,5 Mrd. US-$), Italien (Exporte 5,9 und Importe 5,4 Mrd. US-$), Russland (Exporte 4,7 und Importe 5,4 Mrd. US-$) und Frankreich (Exporte 5,9 und Importe 4,2 Mrd. US-$).
Die Türkei nimmt als Absatzmarkt für die Europäische Union mittlerweile den sechsten Rang ein. Gleichzeitig ist die Türkei zum siebtgrößten Exportland gewachsen. Das negative Handelsdefizit mit der EU konnte 2005 verglichen mit 2004 um 0,4 Mrd. € auf 4,7 Mrd. € gesenkt werden.
Das türkische Handelsvolumen mit Afrika, das 2003 noch rund fünf Milliarden US-Dollar betrug, lag 2020 bei etwa 25 Milliarden US-Dollar.
Die wichtigsten Exportindustrien für die türkische Wirtschaft sind der Fahrzeug- und Maschinenbau sowie die Bekleidungsindustrie. Fahrzeuge leisteten dabei 2019 mit 15,3 % oder 23,4 Mrd. € den größten Beitrag zum türkischen Gesamtexportaufkommen.
Nach dem russischen Überfall auf die Ukraine im Februar 2022 und den daraufhin gegen Russland verhängten Sanktionen stiegen die türkischen Ausfuhren nach Russland stark an, vor allem dank teils legaler, teils illegaler Umgehungen dieser Sanktionen.

## Ausländische Investitionen

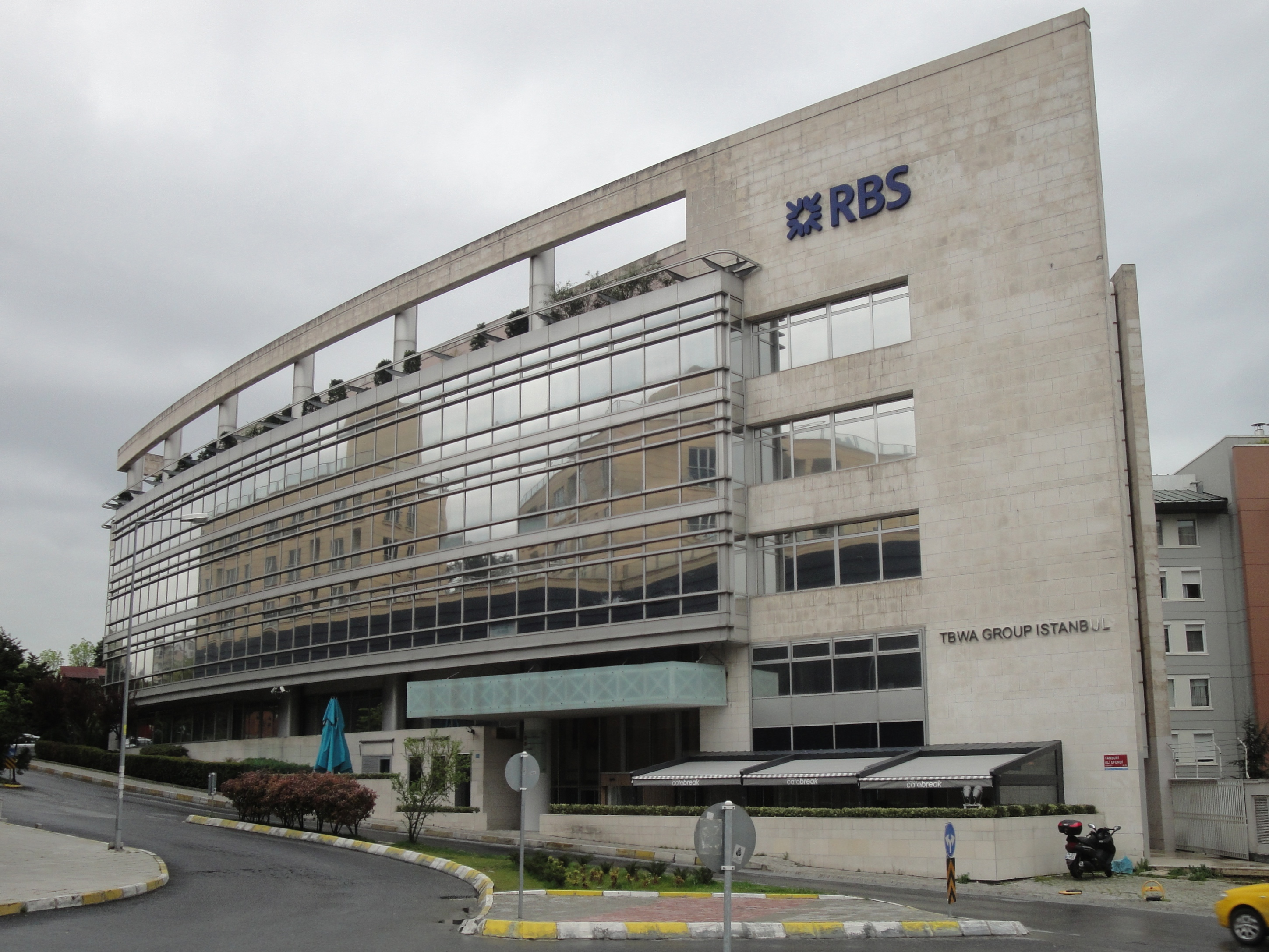
Royal Bank of Scotland: Generaldirektion in Istanbul.

Das neue Investitionsförderungsgesetz aus dem Jahr 2004 stellt in- und ausländische Investoren gleich und zeigt schon erste Erfolge. In den Jahren 2005 8 Mrd. US-$, 2006 16 Mrd. US-$, 2007 21 Mrd. US-$ wurden in der Türkei ausländische Direktinvestitionen getätigt. Demgegenüber lag die Summe der ausländischen Investitionen bis 2002 bei vergleichsweise geringen 5,5 Mrd. US-$, davon alleine 4 Milliarden aus Deutschland.
September 2007 waren 18.223 ausländische Kapitalgesellschaften (inkl. Unternehmen mit ausländischer Beteiligung) in der Türkei aktiv, davon 3.126 Unternehmen aus Deutschland. Alleine in den letzten 18 Monaten kamen mehr als 1000 neue deutsche Unternehmen ins Land.
So lassen die Unternehmen MAN und Daimler Busse in der Türkei bauen. Die BSH (Bosch-Siemens Hausgeräte) stellt am Rande von Istanbul Kühlschränke und Küchengeräte her. Das in İskenderun gebaute Steinkohlekraftwerk ist das größte deutsche Investitionsprojekt, bei dem die Unternehmen Steag und RWE ca. 1,5 Mrd. US-Dollar investiert haben.

## Privatisierung

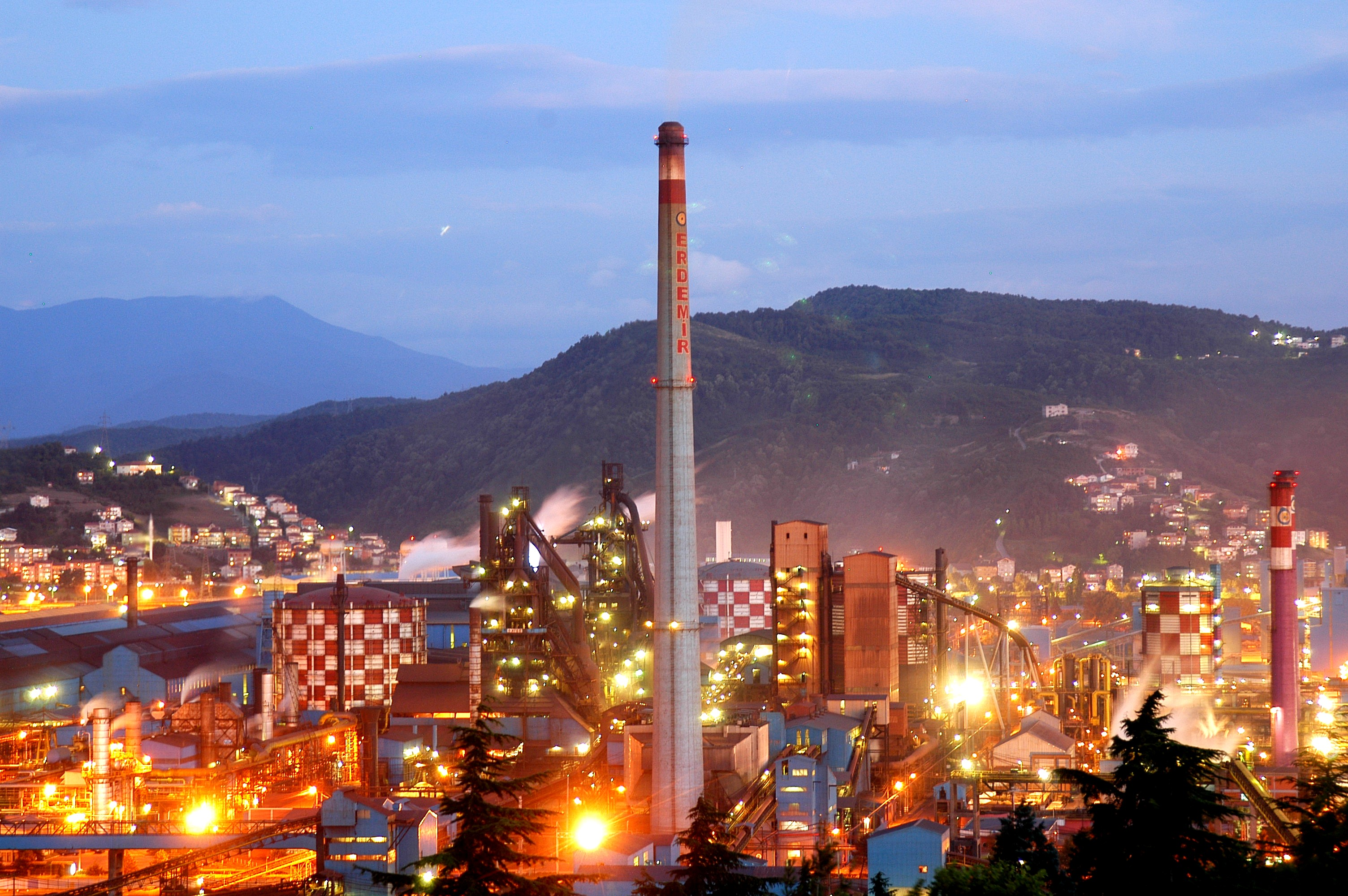
Die Eisen- und Stahlwerke Ereğli sind der größte Hersteller von Flachstahl in der Türkei.

2004 wurden durch Privatisierung der Staatsunternehmen lediglich 1,2 Milliarden US-Dollar erzielt. 2005 kam die Privatisierung von Staatsunternehmen voran. Im gesamten Jahr 2005 wurden 16 Milliarden US-Dollar Privatisierungserlöse erzielt. Rechnet man die Gebühren für die 15-jährigen privaten Nutzungsrechte für den Flughafen „Flughafen Istanbul-Atatürk“ hinzu, erzielte der Staat Erlöse von 20 Milliarden Dollar.
Die höchsten Einnahmen erzielte der Staat durch den Verkauf von 55 % ihrer Anteile an der Türk Telekom. Ein Firmenkonsortium (Oger Telecom Ortak Girişim Grubu) bot für die Mehrheit 6,55 Mrd. US-Dollar. Das Konsortium ist ein Zusammenschluss eines libanesischen Familienunternehmens (Saudi Oger) und der Telecom Italia. Am 13. September 2005 erwarb die Koç-Gruppe zusammen mit Shell das Petrochemie-Unternehmen Tüpraş. Für 51 % der Aktien zahlte das Konsortium 4,14 Mrd. US-$.
Im Oktober erhielt OYAK für 2,77 Mrd. US-$ 46,12 % der Aktien von Erdemir. Erdemir gehört zu den 50 größten Stahlherstellern der Welt. Oyak ist die Beteiligungsgesellschaft des „Unterstützungsfonds für die Armee“ (Ordu Yardimlasma Kurumu). Für 755 Millionen US-$ ging der Hafen von Mersin an die PSA-Akfen-Gruppe aus Singapur.
Als Nächstes sollen staatliche Energie-, Zement- und die staatlichen Lotterie-Unternehmen privatisiert werden.

## Steuerpolitik
Anfang 2006 wurde die Körperschaftssteuer von 30 % auf 20 % abgesenkt. Gleichzeitig wurde der Spitzensatz bei der Einkommensteuer von 40 % auf 35 % abgesenkt, der Eingangssteuersatz lag bei 15 %. Ebenfalls wurde ab dem 1. Januar 2006 eine Kapitalgewinnsteuer von 15 % eingeführt. Vor allem das Absenken der Körperschaftssteuer diente der Stärkung der Konkurrenzfähigkeit der türkischen Wirtschaft gegenüber den Osteuropäischen Ländern.
Die Steuerhinterziehungsquote lag, nach einem Bericht des Finanzministeriums, 2005 bei 26,22 %. In absoluten Zahlen verliert der Staat so jährlich ca. 9 bis 11 Milliarden US-$ Steuereinnahmen.

## Wirtschaftsdaten
Die offiziellen Angaben zum BNE sind insbesondere im Falle der Türkei mit Vorsicht zu genießen. Da ein erheblicher Teil der Wirtschaftsleistung in der Schattenwirtschaft (Schwarzarbeit, Schwarzhandel etc.) abläuft, kann diese durch die Behörden nicht erfasst werden. Daher dürfte die „wahre“ volkswirtschaftliche Leistung der Türkei höher sein als die offiziellen Angaben. Offizielle türkische Schätzungen gehen für das Jahr 2005 von einem Anteil der Schattenwirtschaft am Bruttonationaleinkommen von 26 % aus, während der ständige EU-Vertreter in Ankara diesen auf 50 % veranschlagt.
Die türkische Wirtschaft wuchs in den ersten sechs Monaten des Jahres 2004 mit einer überraschend hohen Wachstumsrate von 13,5 % und überholte damit sogar deutlich den Spitzenreiter China.
Im Vergleich mit dem BIP der EU ausgedrückt in Kaufkraftstandards erreicht die Türkei einen Index von 30,8 (EU-25:100) (2005).
Im Jahre 2005 wuchs die türkische Wirtschaft im Vergleich zum Vorjahr etwas moderater. Im 1. Quartal konnte das BNE um 5,3 % zulegen, steigerte sich jedoch bis Jahresende. Nachdem der Staat in den Vorquartalen als Wachstumsmotor ausgefallen war (bedingt durch Haushaltskonsolidierung), meldete sich der öffentliche Sektor wieder zurück. Die öffentlichen Investitionen stiegen um über 36 % gegenüber dem Vorjahresquartal an.

### Datenblatt
Verschiedene makroökonomische Indikatoren der türkischen Wirtschaft von 1980 bis 2017. Alle BIP-Werte sind in US-Dollar in Kaufkraftparität angegeben. Inflation über zehn Prozent ist mit einem roten Pfeil markiert.
| Jahr | BIP (in Mrd. USD KKB) | BIP pro Kopf (in US-Dollar KKB) | BIP Wachstum (real) | Inflationsrate (in Prozent) | Arbeitslosenquote (in Prozent) | Staatsverschuldung (in % des BIP) |
| ---- | --------------------- | ------------------------------- | ------------------- | --------------------------- | ------------------------------ | --------------------------------- |
| 1980 | 159,2                 | 3.516                           | ▼−0,8 %             | ▲110,6 %                    | 7,2 %                          | k. A.                             |
| 1981 | ▲181,9                | ▲3.927                          | ▲4,4 %              | ▲36,4 %                     | ▬7,2 %                         | k. A.                             |
| 1982 | ▲199,7                | ▲4.215                          | ▲3,4 %              | ▲31,1 %                     | ▲7,6 %                         | k. A.                             |
| 1983 | ▲217,4                | ▲4.486                          | ▲4,8 %              | ▲31,3 %                     | ▼7,5 %                         | k. A.                             |
| 1984 | ▲240,6                | ▲4.858                          | ▲6,8 %              | ▲48,4 %                     | ▼7,4 %                         | k. A.                             |
| 1985 | ▲258,8                | ▲5.116                          | ▲4,3 %              | ▲44,5 %                     | ▼6,9 %                         | k. A.                             |
| 1986 | ▲282,3                | ▲5.471                          | ▲6,9 %              | ▲34,6 %                     | ▲7,7 %                         | k. A.                             |
| 1987 | ▲318,3                | ▲6.051                          | ▲10,0 %             | ▲38,9 %                     | ▲8,1 %                         | k. A.                             |
| 1988 | ▲336,5                | ▲6280                           | ▲2,1 %              | ▲73,7 %                     | ▲8,7 %                         | k. A.                             |
| 1989 | ▲350,6                | ▲6.427                          | ▲0,3 %              | ▲63,3 %                     | ▼8,6 %                         | k. A.                             |
| 1990 | ▲397,4                | ▲7.159                          | ▲9,3 %              | ▲60,3 %                     | ▼8,0 %                         | k. A.                             |
| 1991 | ▲414,7                | ▲7.345                          | ▲0,9 %              | ▲66,0 %                     | ▼7,7 %                         | k. A.                             |
| 1992 | ▲449,5                | ▲7.832                          | ▲6,0 %              | ▲70,1 %                     | ▲7,9 %                         | k. A.                             |
| 1993 | ▲497,2                | ▲8.523                          | ▲8,0 %              | ▲66,1 %                     | ▲8,4 %                         | k. A.                             |
| 1994 | ▼480,1                | ▼8.101                          | ▼−5,5 %             | ▲104,5 %                    | ▼8,0 %                         | k. A.                             |
| 1995 | ▲525,4                | ▲8.729                          | ▲7,2 %              | ▲89,6 %                     | ▼7,1 %                         | k. A.                             |
| 1996 | ▲572,5                | ▲9.369                          | ▲7,0 %              | ▲80,2 %                     | ▼6,1 %                         | k. A.                             |
| 1997 | ▲626,2                | ▲10.096                         | ▲7,5 %              | ▲85,7 %                     | ▲6,3 %                         | k. A.                             |
| 1998 | ▲652,8                | ▲10.377                         | ▲3,1 %              | ▲84,7 %                     | ▲6,4 %                         | k. A.                             |
| 1999 | ▼640,4                | ▼10.035                         | ▼−3,3 %             | ▲64,9 %                     | ▲7,2 %                         | k. A.                             |
| 2000 | ▲700,3                | ▲10.819                         | ▲6,9 %              | ▲55,0 %                     | ▼6,0 %                         | 51,3 %                            |
| 2001 | ▼674,9                | ▼10288                          | ▼−5,8 %             | ▲54,2 %                     | ▲7,8 %                         | ▲75,5 %                           |
| 2002 | ▲729,6                | ▲10.988                         | ▲6,4 %              | ▲45,1 %                     | ▲9,8 %                         | ▼71,5 %                           |
| 2003 | ▲786,9                | ▲11.713                         | ▲5,8 %              | ▲25,3 %                     | ▲9,9 %                         | ▼65,2 %                           |
| 2004 | ▲887,2                | ▲13.045                         | ▲9,8 %              | ▲8,6 %                      | ▼9,7 %                         | ▼57,2 %                           |
| 2005 | ▲997,3                | ▲14.483                         | ▲9,0 %              | ▲8,2 %                      | ▼9,2 %                         | ▼50,2 %                           |
| 2006 | ▲1.099,5              | ▲15.768                         | ▲6,9 %              | ▲9,6 %                      | ▼8,7 %                         | ▼44,2 %                           |
| 2007 | ▲1.186,2              | ▲16.805                         | ▲5,0 %              | ▲8,8 %                      | ▲8,9 %                         | ▼37,8 %                           |
| 2008 | ▲1.218,8              | ▲17.042                         | ▲0,8 %              | ▲10,4 %                     | ▲9,8 %                         | ▼37,7 %                           |
| 2009 | ▼1.167,4              | ▼16.089                         | ▼−4,8 %             | ▲6,3 %                      | ▲13,0 %                        | ▲43,4 %                           |
| 2010 | ▲1.281,0              | ▲17.376                         | ▲8,4 %              | ▲8,6 %                      | ▼11,0 %                        | ▼39,7 %                           |
| 2011 | ▲1.454,1              | ▲19.460                         | ▲11,2 %             | ▲6,5 %                      | ▼9,0 %                         | ▼36,1 %                           |
| 2012 | ▲1.550,7              | ▲20.504                         | ▲4,8 %              | ▲8,9 %                      | ▼8,3 %                         | ▼32,4 %                           |
| 2013 | ▲1.703,7              | ▲22.221                         | ▲8,5 %              | ▲7,5 %                      | ▲8,9 %                         | ▼31,1 %                           |
| 2014 | ▲1.860,5              | ▲23.946                         | ▲4,9 %              | ▲8,9 %                      | ▲9,9 %                         | ▼28,4 %                           |
| 2015 | ▲2.022,9              | ▲25.691                         | ▲6,1 %              | ▲7,7 %                      | ▲10,3 %                        | ▼27,3 %                           |
| 2016 | ▲2.116,2              | ▲26.514                         | ▲3,3 %              | ▲7,8 %                      | ▲10,9 %                        | ▲27,9 %                           |
| 2017 | ▲2.282,3              | ▲28.242                         | ▲7,5 %              | ▲11,1 %                     | ▬10,9 %                        | ▬27,9 %                           |
| 2018 | ▲2.406,5              | ▲29.346                         | ▲3,0 %              | ▲16,3 %                     | ▬10,9 %                        | ▲30,1 %                           |
| 2019 | ▲2.468,7              | ▲29.688                         | ▲0,8 %              | ▲15,2 %                     | ▲13,7 %                        | ▲32,6 %                           |
| 2020 | ▲2.546,9              | ▲30.460                         | ▲1,9 %              | ▲12,3 %                     | ▼13,1 %                        | ▲39,7 %                           |
| 2021 | ▲2.953,9              | ▲34.884                         | ▲11,4 %             | ▲19,6 %                     | ▼12,0 %                        | ▲41,8 %                           |

#### Entwicklung des Außenhandel
Jährlicher Export und Import von Waren und Dienstleistungen in US-Dollar seit dem Jahr 2005 laut Daten der Weltbank.
| Jahr                            | 2005    | 2006    | 2007    | 2008    | 2009    | 2010    | 2011    | 2012    | 2013    | 2014    | 2015    | 2016    | 2017    | 2018    | 2019    | 2020    | 2021    |
| ------------------------------- | ------- | ------- | ------- | ------- | ------- | ------- | ------- | ------- | ------- | ------- | ------- | ------- | ------- | ------- | ------- | ------- | ------- |
| Exporte in Mrd. US-Dollar       | 106,331 | 119,865 | 145,383 | 178,015 | 145,547 | 157,445 | 183,650 | 205,515 | 209,986 | 220,871 | 199,010 | 187,966 | 222,695 | 237,536 | 244,941 | 203,816 | 282,851 |
| Importe in Mrd. US-Dollar       | 123,395 | 146,862 | 178,125 | 212,024 | 151,581 | 197,021 | 252,522 | 248,341 | 266,285 | 257,789 | 222,910 | 213,595 | 254,937 | 248,088 | 227,638 | 230,141 | 285,578 |
| Handelsbilanz in Mrd. US-Dollar | −17,064 | −26,997 | −32,742 | −34,009 | −6,034  | −39,576 | −68,872 | −42,826 | −56,299 | −36,918 | −23,900 | −25,629 | −32,242 | −10,552 | 17,303  | −26,325 | −2,730  |